# Макаровское сельское поселение (Нижнекамский район)
Макаровское се́льское поселе́ние — муниципальное образование в Нижнекамском районе Татарстана Российской Федерации.
Административный центр — село Верхняя Уратьма.

## История
Статус и границы сельского поселения установлены Законом Республики Татарстан от 31 января 2005 года № 31-ЗРТ «Об установлении границ территорий и статусе муниципального образования "Нижнекамский муниципальный район" и муниципальных образований в его составе».

## Население
| 2010 | 2011 | 2012 | 2013 | 2014 | 2015 | 2016 |
| ---- | ---- | ---- | ---- | ---- | ---- | ---- |
| 902  | →902 | ↘884 | ↘853 | ↘842 | ↘811 | ↘792 |
| 2017 | 2018 |      |      |      |      |      |
| ↘770 | ↘738 |      |      |      |      |      |

## Состав сельского поселения
| № | Населённый пункт | Тип населённого пункта       | Население |
| - | ---------------- | ---------------------------- | --------- |
| 1 | Верхняя Уратьма  | село, административный центр |           |
| 2 | Володарский      | посёлок                      |           |
| 3 | Макаровка        | деревня                      |           |